# Aek Nabuntu
Aek Nabuntu is een bestuurslaag in het regentschap Asahan van de provincie Noord-Sumatra, Indonesië. Aek Nabuntu telt 870 inwoners (volkstelling 2010).